# Podunajský okruh
Podunajský okruh (srbsky Podunavski okrug, cyrilicí Подунавски округ) je administrativní jednotka v Srbsku. Je jedním z devíti okruhů statistického regionu Jižní a Východní Srbsko. S rozlohou 1 248 km² je Podunajský okruh nejmenším srbským okruhem, nikoliv však nejméně obydleným. Na severu sousedí s Vojvodinou (konkrétně Jihobanátským okruhem, na východě s Braničevským okruhem, na jihovýchodě s Pomoravským okruhem, na jihu se Šumadijským okruhem a na západě s Bělehradem. Je pojmenován podle řeky Dunaj, tvořící severní hranici okruhu, respektive podle Podunají (Podunavlje).

## Geografie
V roce 2011 zde žilo 199 395 obyvatel. Rozloha okruhu je 1 248 km². Správním střediskem a největším městem Podunajského okruhu je město Smederevo, které je zároveň dvanáctým největším srbským městem a žije v něm asi 64 tisíc obyvatel. Ve městě Smederevska Palanka žije asi 23,5 tisíc obyvatel, ve městě Velika Plana asi 16 tisíc.
Podunajský okruh je na celém svém území nížinatý, a to především díky své poloze ve Velké dunajské nížině. Kromě Dunaje protékajícího na severu okruhu zde protékají též řeky Jasenica, Ježava, Kubršnica, Ralja a Velká Morava. Okruhem též prochází srbská dálnici A1.

## Administrativní dělení
V Podunajském okruhu se nacházejí celkem 3 města: Smederevo, Smederevska Palanka a Velika Plana. Všechna města jsou zároveň správními středisky stejnojmenných opštin zahrnujících okolní sídla.

## Národnostní složení
| Národnost  | Populace | Procenta |
| ---------- | -------- | -------- |
| Srbové     | 188 641  | 94,61 %  |
| Romové     | 3 312    | 1,66 %   |
| Makedonci  | 449      | 0,23 %   |
| Černohorci | 414      | 0,21 %   |
| Chorvati   | 256      | 0,13 %   |
| Jugoslávci | 182      | 0,09 %   |
| Maďaři     | 159      | 0,08 %   |
| Ostatní    | 5 982    | 3 %      |